# Ленгенфельд (Нижняя Австрия)
Ленгенфельд (нем. Lengenfeld (Niederösterreich)) — ярмарочная коммуна (Marktgemeinde) в Австрии, в федеральной земле Нижняя Австрия.
Входит в состав округа Кремс. Население — около 1,4 тыс. человек. Занимает площадь 15,01 км². Официальный код — 31323.

## Политическая ситуация
Бургомистр коммуны — Отмар Гшвантнер (АНП) по результатам выборов 2005 года.
Совет представителей коммуны (нем. Gemeinderat) состоит из 19 мест.
- АНП занимает 11 мест.
- СДПА занимает 6 мест.
- Партия BL занимает 2 места.